# Kristian Elster den yngre

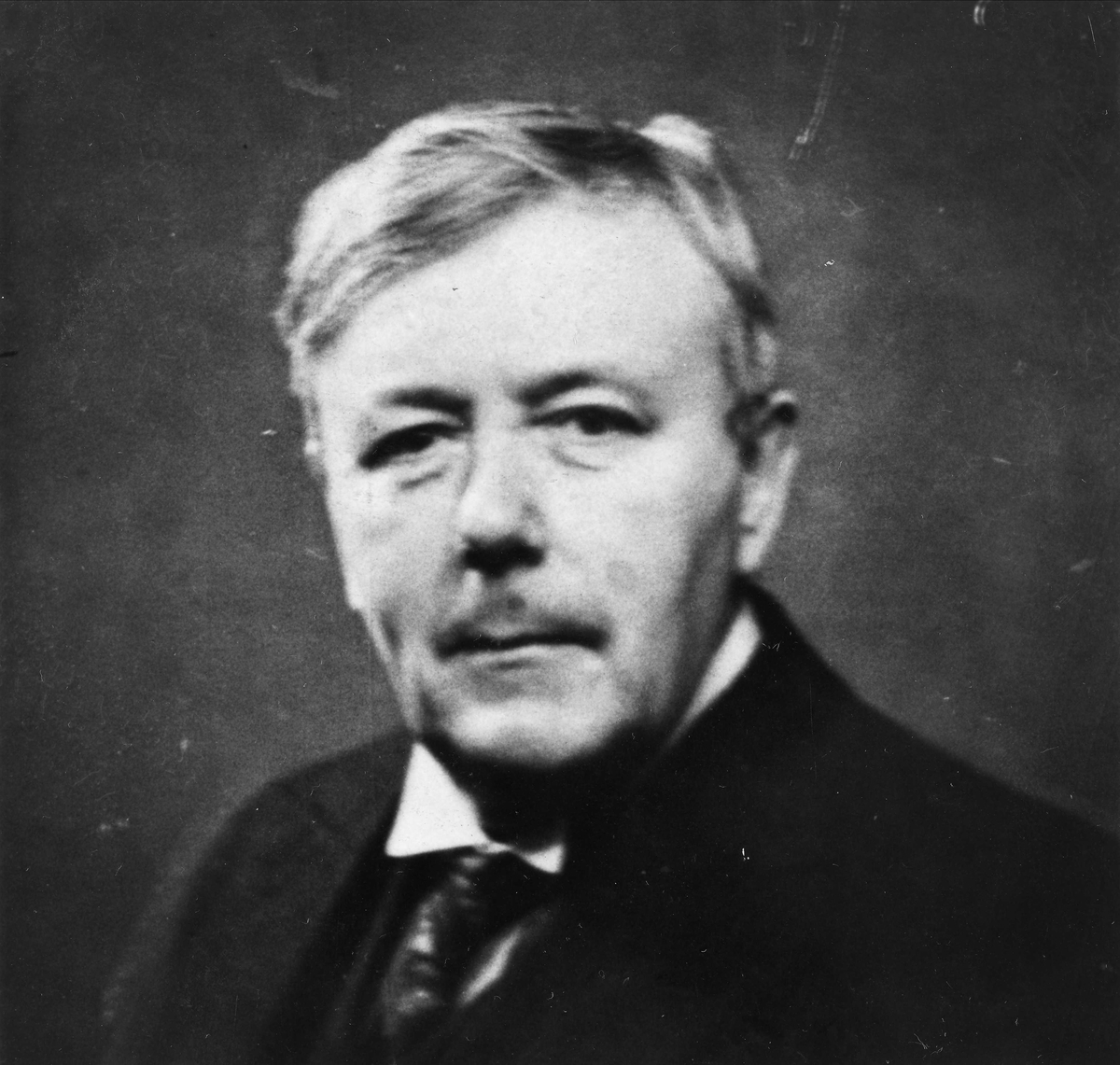
Kristian Elster den yngre, omkring 1935.

Kristian Elster, född den 17 mars 1881 i Trondhjem, död den 6 november 1947 i Oslo, var en norsk författare och litteraturhistoriker. Han var son till författaren Kristian Elster den äldre och far till författaren och radiochefen Torolf Elster.
Elster blev candidatus juris 1905 och var sekreterare i lantbruksdepartementet från 1910. Han utgav essäsamlingen Fra tid til anden (1920), Illustreret norsk litteraturhistorie (2 band, 1923–1924) samt på svenska Modern norsk litteratur (1926).
Av Elsters många skönlitterära alster märks romanerna Torbørn Hille (1908), Byen og havet (1909), De unge hjerter (1910), I lære (1911), Landeveien (1912), Mester (1913), Mind bror Harris (1917), Av skyggernes slægt (1919), Guldet og de grønne skoger (1921), Den skjønne ungdom (1923) samt skådespelen Min høire haand (1914) och Chefen (1926). 
Elsters novell Den hemmelighetsfulde leilighet filmatiserades 1948 i regi av Tancred Ibsen.

## Svenska översättningar
- Min bror Harris (bemynd. övers. från norskan av Jenny Jusélius, Hökerberg, 1922)
- Guldet och de gröna skogarna (bemynd. övers. från norskan av Ann-Mari Nordman, Hökerberg, 1922)
- Den ensliga ön (bemynd. övers. från norskan av Irma Schildt, Hökerberg, 1922)
- Av skuggornas släkte (bemynd. övers. från norskan av Ann-Mari Nordman, Hökerberg, 1922)
- Ungdom (Den skjønne ungdom) (bemynd. övers. från norskan av Jenny Jusélius,  Hökerberg, 1925)
- Modern norsk litteratur (Natur och kultur, 1926)
- Tirdalsbröderna : en berättelse om två pojkar (övers. av Osvald Lindsten, Åhlén & söner, 1934)
- Den röda sparbössan (bemynd. övers. av Ann-Mari Grönvik, 1943)